# Oblast de Louhansk
Ne doit pas être confondu avec République populaire de Lougansk.
Pour les articles homonymes, voir Louhansk (homonymie).
 (juillet 2022).
L’oblast de Louhansk (en ukrainien : Луганська область, Louhans’ka oblast’) ou oblast de Lougansk (en russe : Луганская область, Louganskaïa oblast´) est de jure une subdivision administrative de l'Ukraine. Sa capitale est la ville de Louhansk. Il compte 2,1 millions d'habitants en 2022.
Le 30 septembre 2022, l’oblast devient une subdivision administrative de Russie à la suite d'un référendum. Le résultat du référendum est reconnu uniquement par la Russie et l'oblast reste aux yeux du droit international un oblast d'Ukraine.

## Géographie
L'oblast de Louhansk couvre une superficie de 26 684 km2, soit environ 4,42 % de la superficie totale du pays, mesurant 250 km, du nord au sud, et 190 km, d'est en ouest.

### Localisation
L'oblast est le plus oriental d'Ukraine, sa capitale Louhansk se situe à 830 km à l'est de Kiev.
Il possède une frontière internationale de 746 km avec la Russie, il est bordé au nord par les oblasts russes de Belgorod et de Voronej, à l'est et au sud par l'oblast de Rostov.
À l'ouest, il est bordé par les oblasts ukrainiens de Donetsk et de Kharkiv.

### Divisions administratives
L'oblast de Louhansk est subdivisé, depuis le 18 juillet 2020,, en huit raïons qui sont eux-mêmes subdivisés en collectivités territoriales ou communes :
1. Raïon d'Altchevsk (Алчевський район) ;
2. Raïon de Dovjansk  (Довжанський район) ;
3. Raïon de Louhansk (Луганський район) ;
4. Raïon de Rovenky (Ровеньківський район) ;
5. Raïon de Chtchastia (Щастинський район) ;
6. Raïon de Sievierodonetsk (Сєвєродонецький район) ;
7. Raïon de Starobilsk (Старобільський район) ;
8. Raïon de Svatove (Сватівський район).

### Hydrographie
L'oblast est divisé en deux par la vallée du Donets qui s'écoule d'est en ouest.

## Histoire
L'oblast de Louhansk fut créé le 3 juin 1938. Il porta le nom d'« oblast de Vorochilovgrad » jusqu'en 1958, puis à nouveau de 1970 à 1990, suivant les changements de nom de sa capitale, Louhansk.
Avec la guerre du Donbass commencée en 2014, 31,4 % du territoire de l'oblast (couvrant 8,377 km2), situé au sud de ce dernier et incluant la capitale Lougansk, est occupé par la république populaire de Lougansk ; cette république fait sécession de l'Ukraine en 2014.
Ensuite, avec l'invasion de l'Ukraine par la Russie commencée le 24 février 2022, des combats ont lieu jusqu'au 3 juillet suivant, date à laquelle l'intégralité de l'oblast passe sous contrôle de la république populaire de Lougansk. 
À compter du 4 mars 2025, 99% de l'oblast est sous occupation russe, dans lequel la Russie a restructuré l'administration du territoire et l'a annexé à l'aide des référendums de 2022 non reconnus par la communauté internationale. Ainsi l'Ukraine a, en toute logique, perdu son contrôle administratif et territorial dans la région, une occupation forcée mettant en doute sa légitimité vis-à-vis de la Terre cosaque.

## Population

### Démographie
| 1959       | 1970       | 1979       | 1989       |
| ---------- | ---------- | ---------- | ---------- |
| 2 452 172* | 2 750 566* | 2 786 697* | 2 862 734* |

| 2001       | 2010       | 2012      | 2013      |
| ---------- | ---------- | --------- | --------- |
| 2 862 734* | 2 546 178* | 2 272 676 | 2 256 551 |

| 2021      | 2022      | - | - |
| --------- | --------- | - | - |
| 2 121 322 | 2 102 921 | - | - |

| Année | Fécondité | Naissances | Natalité (%) | Année | Fécondité | Naissances | Natalité (%) | Année | Fécondité | Naissances | Natalité (%) |
| ----- | --------- | ---------- | ------------ | ----- | --------- | ---------- | ------------ | ----- | --------- | ---------- | ------------ |
| 1990  | 1,73      | 33 132     | 11,6         | 2000  | 0,90      | 16 063     | 6,2          | 2010  | 1,23      | 20 969     | 9,1          |
| 1991  | 1,68      | 31 964     | 11,1         | 2001  | 0,89      | 15 963     | 6,2          | 2011  | 1,27      | 21 320     | 9,3          |
| 1992  | 1,55      | 29 232     | 10,1         | 2002  | 0,90      | 16 538     | 6,6          | 2012  | 1,33      | 21 743     | 9,6          |
| 1993  | 1,44      | 27 094     | 9,4          | 2003  | 0,95      | 17 507     | 7,0          | 2013  | 1,30      | 20 531     | 9,1          |
| 1994  | 1,30      | 24 057     | 8,4          | 2004  | 0,98      | 17 856     | 7,3          | 2014  |           | 11 442     |              |
| 1995  | 1,20      | 21 952     | 7,8          | 2005  | 0,99      | 17 877     | 7,4          | 2015  |           | 5 340      |              |
| 1996  | 1,10      | 19 938     | 7,2          | 2006  | 1,04      | 19 833     | 8,3          |       |           |            |              |
| 1997  | 1,02      | 18 299     | 6,7          | 2007  | 1,12      | 20 326     | 8,6          |       |           |            |              |
| 1998  | 1,00      | 17 789     | 6,6          | 2008  | 1,19      | 22 259     | 9,5          |       |           |            |              |
| 1999  | 0,90      | 16 169     | 6,1          | 2009  | 1,25      | 21 761     | 9,3          |       |           |            |              |

### Groupes ethniques
| Année                        | Ukrainien | Ukrainien | Russe   | Russe   | Biélorusse | Biélorusse | Tatar | Tatar  | Arménien | Arménien | Juif  | Juif   | Allemand | Allemand | Total     | Total    |
| Année                        | Pop.      | %         | Pop.    | %       | Pop.       | %          | Pop.  | %      | Pop.     | %        | Pop.  | %      | Pop.     | %        | Pop.      | %        |
| ---------------------------- | --------- | --------- | ------- | ------- | ---------- | ---------- | ----- | ------ | -------- | -------- | ----- | ------ | -------- | -------- | --------- | -------- |
| 2001                         | 1 472 376 | 57,96 %   | 991 825 | 39,05 % | 20 587     | 0,81 %     | 8 543 | 0,34 % | 6 587    | 0,26 %   | 2 651 | 0,10 % | 1 555    | 0,06 %   | 2 540 191 | 100,00 % |
| Source: Recensement de 2001, |           |           |         |         |            |            |       |        |          |          |       |        |          |          |           |          |

### Structure par âge
- 0-14 ans : 12,4 %  (142 288 hommes et 133 339 femmes)
- 15-64 ans : 70,3 %  (746 723 hommes et 810 034 femmes)
- 65 ans et plus : 17,3 %  (124 609 hommes et 258 561 femmes) (données officielles de 2015)

### Âge médian
- total : 42,8 ans
- hommes : 39,0 ans
- femmes : 46,6 ans  (données officielles de 2015)

### Villes

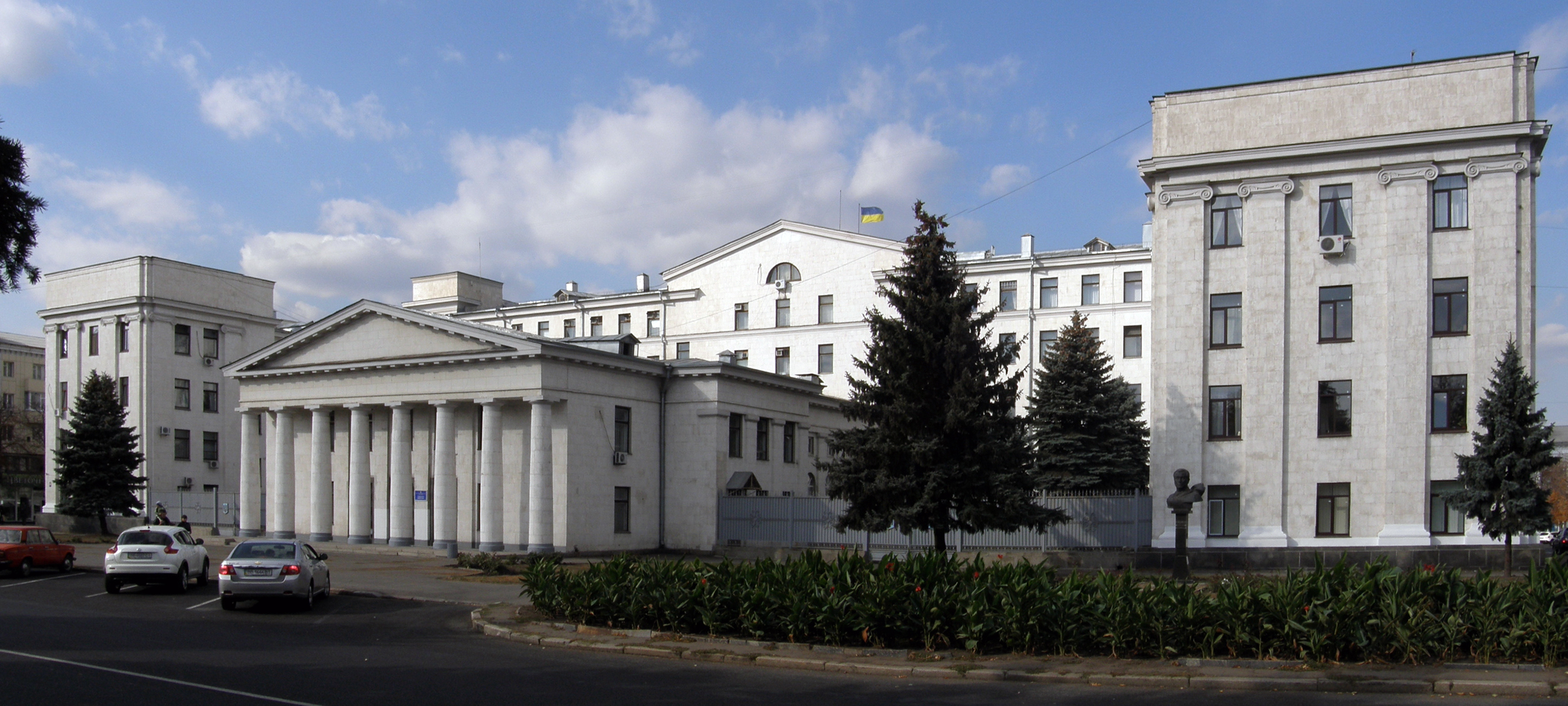
Siège de l'administration de l'oblast de Louhansk.

Les villes les plus importantes de l'oblast de Louhansk sont (population en 2009) :
- Louhansk (446 411) ;
- Altchevsk (115 715) ;
- Sievierodonetsk (113 964) ;
- Lyssytchansk (108 779) ;
- Khroustalny (85 593) ;
- Kadiïvka (79 788) ;
- Dovjansk (67 707) ;
- Roubijne (62 156) ;
- Antratsyt (59 412) ;
- Brianka (49 802) ;
- Sorokyne (46 145).

## Lieux de mémoire
Le Tombeau tranchant mémorial de la guerre civile, de la seconde guerre mondiale.

## Personnalités
- Oleksiy Danilov (né en 1962), homme politique ukrainien ;
- Serhiy Jadan (né en 1974), écrivain ;
- Dov Markus (né en 1946), footballeur israélo-américain, né en Ukraine ;
- Olena Saiets (née en 1978), artiste-peintre, illustratrice, animaliste.